# Bodnár Erika
Bodnár Erika (Budapest, 1948. március 17. –) Jászai Mari-díjas magyar színésznő, érdemes és kiváló művész.

## Életpályája
A Színművészeti Főiskolát 1970-ben végezte el. Első szerződése a szolnoki Szigligeti Színházhoz kötötte. A Berényi Gábor által irányított társulatban, komoly művészi, sok esetben úttörő művészi munka részese lehetett. Színháztörténeti jelentőségű volt Örkény István drámájának, a Macskajátéknak az ősbemutatója, melyben Egérke szerepét alakította A darab budapesti bemutatóján – a Pesti Színházban – is ő játszotta ezt a szerepet. Partnere lehetett a soha nem titkolt két vetélytársnak: Bulla Elmának és Sulyok Máriának, valamint Greguss Zoltánnak. 1972-ben a József Attila Színház szerződtette, 1974-ben az Nemzeti Színház társulatának tagja lett. 1982-től az önálló társulattá szerveződő Budapesti Katona József Színház alapító tagja. Klasszikus és modern darabokban is kiemelkedő alakítások fűződnek nevéhez. Filmen, televízióban és a rádióban is jelentős alakításokkal hívta fel magára a figyelmet.

### Magánélete
Első férje Lencz György, második férje Bálint András színművész volt. Mindkettőtől elvált. Fia Dr. Lencz Balázs a Nemzeti Múzeum tárgyrestaurátora. Két unokája van: Norbert és Réka. Testvére Bodnár István labdarúgó.

## Színházi szerepei
Budapesti Katona József Színház elött
- Örkény István: Macskajáték[10]
- Szakonyi Károly: Adáshiba (Vanda)
- Kornis Mihály: Halleluja (Cica / terhes nő /Demeterné)
- Csehov: Sirály (Nyina)
- Gorkij: Jegor Bulicsov (Sura)
- Shakespeare. II: Richárd (Királyné)
- Rostand: Cyrano de Bergerac (Roxan)
- Strindberg: Bertha és Axel (Hallné)
- Wesker: A konyha (Monique)
- Fassbinder: Petra von Kant keserű könnyei ( Sidonie)
- Edward Albee: Kényes egyensúly (Claire)
- Tábori György: Jubileum (Lotte)

A "Katonában"
- Dumas–Várady Szabolcs: A három testőr (Milady)
- Harold Pinter:
  - Hazatérés ((Ruth))
  - Afféle Alaszka (Deborah)
- Spiró György:
  - Az imposztor (Súgónő)
  - Csirkefej (Nő)
  - Koccanás (Naccsága)
- Molière:
  - Tudós nők (Amande)
  - Mizantróp (Arsinoé)
  - A fösvény (Frosin)
- Bulgakov: Menekülés (Szerafina)
- Shakespeare:
  - Coriolanus (Virgília)
  - Julius Caesar (Portia)
- Pirandello: Az ember, az állat és az erény (Grazia)
- Csehov: A három nővér (Olga)
- Bulgakov: Menekülés (Szerafina)
- August Strindberg: Az apa (Laura)
- Elias Canetti: Esküvő (Özvegy Zartné)
- Frank Wedekind: Lulu (Martha Geschwitz)
- Brecht
  - Turandot (Anyacsászárné, Li Gogh)
  - Puntila úr és a szolgája (Matti – A tiszteletesasszony)
  - Baal (Baal anyja, Mjurk, kocsmáros)
  - Kurázsi mama és gyermekei (Parasztasszony; Az öregasszony)
- David Hare: A titkos elragadtatás (Marion French)
- Jean-Claude Grumberg: Szabadzóna (Léa)
- Bernard-Marie Koltès: Roberto Zucco  (Elegáns hölgy)
- Kárpáti Péter: Akárki  (Maria)
- Brian Friel: Pogánytánc (Kate)
- John Arden: Élnek, mint a disznók (Mrs. Jackson)
- Garaczi László: Prédales (Elena)
- Alex Koenigsmark: Agyő, kedvesem! (Culikova)
- Witold Gombrowicz: Yvonne, burgundi hercegnő (Margit királyné)
- Lőrinczy Attila: Balta a fejbe (Anya)
- Tom Stoppard: Árkádia (Lady Croom)
- Parti Nagy Lajos: Mauzóleum (Lindauer Mari)
- Federico García Lorca: Bernarda Alba háza (Bernarda)
- Peter Handke: Az óra, amikor semmit nem tudtunk egymásról
- Arthur Schnitzler: Távoli vidék (Anna Meinhold-Aigner)
- Bob Fosse: Őszi álom (Anya)
- Weöres Sándor: Szent György és a Sárkány (Öregasszony, piaci árus)
- Vörösmarty Mihály: Csongor és Tünde (Ledér)
- Dosztojevszkij: Az idióta (Jepancsin tábornokné)
- Kukorelly Endre: Élnek még ezek? (Bizsuka)
- William Congreve: Így él a világ (Lady Elalale)
- Euripidész: Médeia (1. nő);
- Carlo Goldoni: A karnevál utolsó éjszakája (Marta, Bastian felesége)
- Henrik Ibsen: A vadkacsa (Sörbyné)
- Biljana Srbljanović: Sáskák (Zana, 50)
- Rombolni nem színházat építeni szívesen - struktúra vita
- Tadeusz Słobodzianek: A mi osztályunk (Rachelka)
- Torsten Buchsteiner: Nordost (Olga)
- Mosonyi Aliz: Magyar mesék (Önálló est)
- Kovács Dániel–Vinnai András: Virágos Magyarország (Nyulassyné Ibolya, polgármester)
- Thomas Bernhard:Heldenplatz (Hedvig, professzor asszonynak nevezik, az elhunyt felesége)
- Radnai Annamária-Kerékgyártó István: Rükverc (Vidráné...)
- Henrik Ibsen: A nép ellensége (Polgár)
- Johann Wolfgang von Goethe: Faust I, II. (Több szerep)
- Simon Stephens: Harper Regan (Alison, az anyja)
- Rainer Werner Fassbinder: Petra von Kant (Anya)

## Filmjei

### Játékfilmek
- Itt járt Mátyás király (1966)
- Sárika drágám (1971)
- Harminckét nevem volt (1972)
- Utazás Jakabbal (1972)
- Egy srác fehér lovon (1973)
- Lányarcok tükörben (1973)
- Szikrázó lányok (1974)
- Várakozók (1975)
- Az idők kezdetén (1975)
- Tükörképek (1976)
- Kísértés (1977)
- BUÉK! (1979)
- Apám kicsi alakja (1980)
- A hosszú előszoba (1980)
- Boldog születésnapot, Marilyn (1980)
- Talpra Győző! (1982)
- Hatásvadászok (1983)
- Csapda (1983)
- Az óriás (1984)
- Őszi almanach (1984)
- Csók, Anyu! (1986)
- Napló szerelmeimnek (1987)
- Tiszta Amerika (1987)
- Ismeretlen ismerős (1988)
- Mielőtt befejezi röptét a denevér (1989)
- Erózió (1992)
- Anna filmje (1992)
- Halál sekély vízben (1994 Mária-szinkronhang)
- Az alkimista és a szűz (1998)
- Portugál (2000)
- Film (2000)
- Tabló – Minden, ami egy nyomozás mögött van! (2008)

### Tévéfilmek
- Két nap júliusban (1968)
- Pillangó (1971)
- Rózsa Sándor 1-12. (1971)
- Szerelmespár (1972)
- Aranyliba (1972)
- Kísérleti dramaturgia (1972)
- Méz a kés hegyén (1974)
- Mednyánszky (1978)
- Ítélet nélkül (1979)
- Hosszú előszoba (1980)
- Hínár (1981)
- Apród voltam Mátyás udvarában (Beatrix királyné) (1981)
- Békestratégia (1983)
- Szent Kristóf kápolnája (1983)
- Szellemidézés (1984)
- Fabuland (1984)
- Linda (1986)
- Pályaváltás (1989)
- Közös ágyban (1989)
- Sötétség lánya (1990)
- Segélykiáltás (1990)
- Vadmacska-karmok (1990)
- A főügyész felesége (1990)
- Rizikó (1993)
- Rendőrsztori (2000)
- Családi album (2000)
- Hőskeresők (2013)

## Hangjáték
- Thury Zoltán: Katonák (1983)
- Marja Kurkela: Korcsolya (1984)

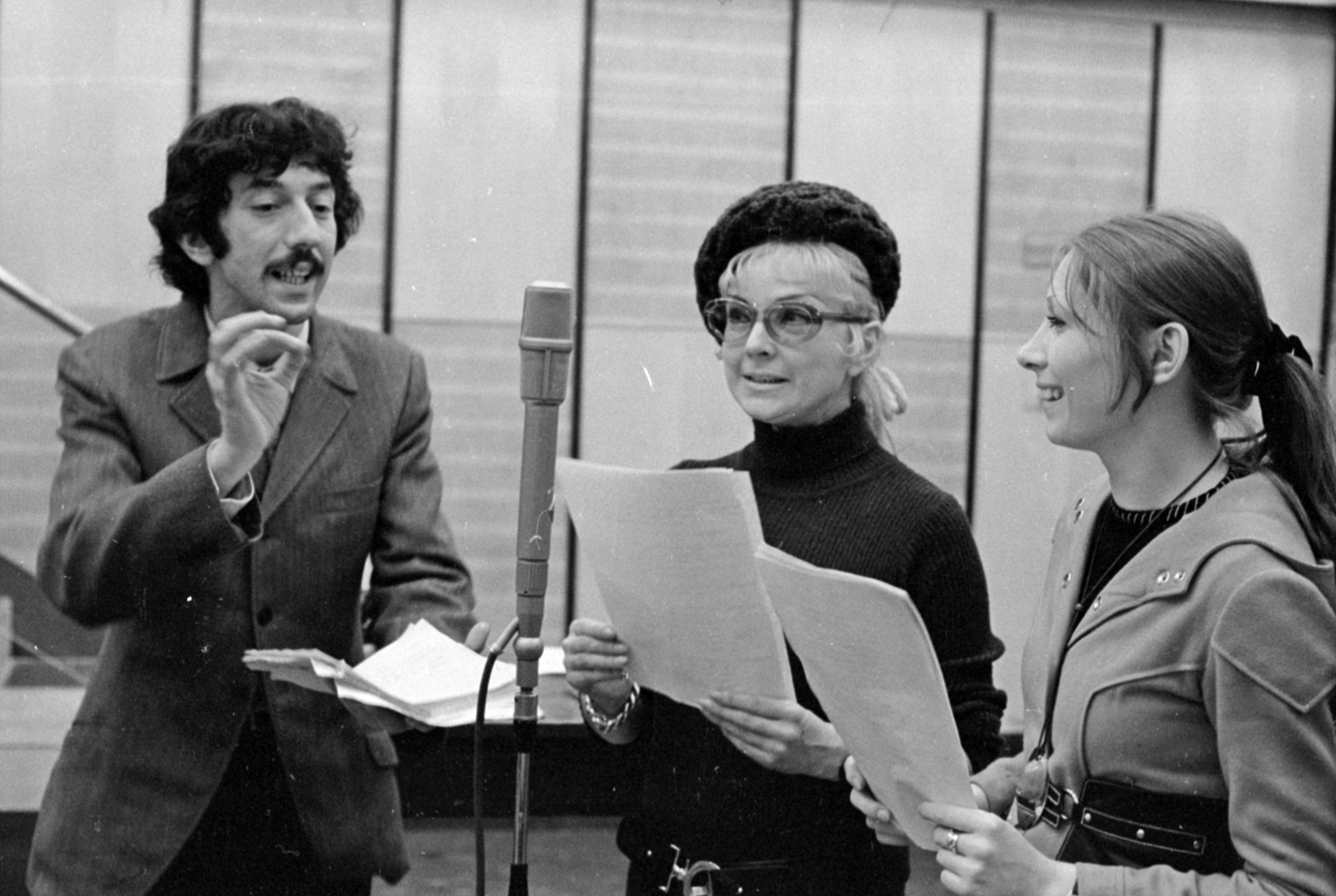
Márton András, Házy Erzsébet és Bodnár Erika a Magyar Rádió stúdiójában (1973)

- Tarbay Ede: Ketten kézenfogva (1985)
- Alexander Blok: Az ismeretlen nő (1987)
- Szabó Magda: Katalin utca (1987)
- Parti Nagy Lajos: Gézcsók (1993)
- Sean O'Casey: Az eke és a csillagok (1993)
- Esterházy Péter: Fuharosok (1994)
- Jókai Mór: Keresd a szíved (1994)
- Galgóczi Erzsébet: A színésznő szabadságon (1995)
- Molnár Ferenc: Két kisfiú beszélget (1995)
- Shakespeare: A windsori víg nők (Fordné)

## Díjai, elismerései
- Rajz János-díj (1977, 1981)
- Farkas–Ratkó-díj (1977)
- Színikritikusok Díja – legjobb női mellékszereplő (1981, 1985)
- Jászai Mari-díj (1982)
- Film- és tévékritikusok díja (1985)
- Magyar Filmkritikusok Díja – Legjobb női alakítás díja (1986)
- Érdemes művész (1987)
- Déryné-díj (1995)
- A Magyar Köztársasági Érdemrend tisztikeresztje (2002)
- Vastaps-díj – A legjobb női mellékszereplő (2006, 2009)
- Kiváló művész (2010)
- Vastaps-díj (2011) – legjobb női mellékszereplő /Két lengyelül beszélő szegény román, Nordost/
- PUKK-díj (2019) /Rozsdatemető 2.0/
- Máthé Erzsi-díj (2020)[11]